# Slackwater Cirque
Der Slackwater Cirque (englisch für Stillwasserkessel) ist ein Bergkessel im ostantarktischen Viktorialand. In der Convoy Range ist er der westlichste Bergkessel im Eastwind Ridge, der mit dem „toten“ Ausläufer des Towle-Gletschers in Verbindung steht. Vom Eastwind Ridge gelangt nur wenig Eis über den Kessel zum Westende des Towle-Gletschers, wodurch der Kessel von bogenförmigen supraglazialen Moränen durchzogen ist.
Wissenschaftler einer von 1989 bis 1990 durchgeführten Kampagne des New Zealand Antarctic Research Program benannten ihn so, um damit dem spärlichen Eisfluss durch diesen Bergkessel Ausdruck zu verleihen.